# Pitkäjärvi (sjö i Finland, Norra Savolax, lat 62,33, long 28,23)
Pitkäjärvi är en sjö i Finland. Den ligger i kommunen Varkaus i landskapet Norra Savolax, i den sydöstra delen av landet, 290 km nordost om huvudstaden Helsingfors. Pitkäjärvi ligger 88,8 meter över havet. I omgivningarna runt Pitkäjärvi växer i huvudsak blandskog. Den är 16,83 meter djup. Arean är 82,7 hektar och strandlinjen är 8,68 kilometer lång. Sjön  ingår i Vuoksens huvudavrinningsområde. 